# مطار روبه
مطار روبه (إياتا: GOB، إيكاو: HAGB) هو مطارٌ عام، في مدينة بالي روبه [الإنجليزية]، ضمن منطقة أوروميا في إثيوبيا. كما يخدم مدينة غوبا [الإنجليزية]. يُقدم خدمات رحلات إلى أديس أبابا عبر الخطوط الجوية الإثيوبية.